# ستيوارت مور
ستيوارت مور (بالإنجليزية: Stuart Moore)‏ (8 سبتمبر 1994 في المملكة المتحدة - ) هو لاعب كرة قدم بريطاني في مركز حراسة المرمى. لعب مع نادي بيتربورو يونايتد ونادي ريدنغ وBasingstoke Town F.C. ‏ ونادي باث سيتي ونادي غلوستر سيتي.

## وصلات خارجية
- ستيوارت مور على موقع قاعدة بيانات كرة القدم.إي يو (الإنجليزية)
- ستيوارت مور على موقع Soccerbase.com (لاعب) (الإنجليزية)
- ستيوارت مور على موقع Soccerway.com (الإنجليزية)